# Лоймийоки
Ло́ймийоки (фин. Loimijoki) — река в западной части Финляндии. Самый длинный приток реки Кокемяэнйоки. Длина — 114 км. Площадь бассейна — 3138 км².
На реке есть несколько дамб в районе городов Форсса, Йокиойнен и Лоймаа. Перепад высот — 54 метра.
Исток реки находится близ города Таммела, где Ло́ймийоки вытекает из озера Пюхяярви и течёт на запад через регионы Пирканмаа и Сатакунта. Река впадает в реку Кокемяэнйоки возле города Гуйттинен.